# John Oxley

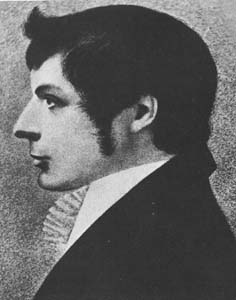
John Oxley

John Oxley (ur. 1 stycznia 1785 w Yorkshire, zm. 26 maja 1828 w Kirkham) – angielski żeglarz, urzędnik kolonialny administracji brytyjskiej, podróżnik i odkrywca, działający we wschodniej Australii.
Mając 11 lat zaciągnął się do brytyjskiej marynarki wojennej. W 1802 r. wyruszył w rejs do Afryki, a w latach 1804-1805 pożeglował do Australii w wyprawie do Western Port w południowej Wiktorii. W 1805 r. gubernator Philip Gidley King mianował go pełniącym obowiązki drugiego oficera na okręcie „Buffalo”. W 1806 r. Oxley dowodził już okrętem „Estramina” w rejsie do Ziemi van Diemena (dzisiejsza Tasmania). W następnym roku powrócił do Anglii, gdzie 25 listopada uzyskał patent oficerski. W listopadzie 1808 r. wrócił do Sydney i służył w marynarce jako pierwszy oficer na HMS „Porpoise”. W styczniu 1809 r. popłynął do Hobart na Tasmanii z Williamem Blighem, gubernatorem Nowej Południowej Walii, przebywającym na pokładzie HMS „Porpoise” w swego rodzaju areszcie po tzw. ”Rebelii rumowej”.
W 1810 r. gubernator Lachlan Macquarie przydzielił Oxleyowi 600 akrów (240 ha) ziemi niedaleko Camden w Nowej Południowej Walii, a w 1815 r. powiększył nadanie do 1000 akrów (600 ha). Posiadłość ta nazwana została Kirkham. W międzyczasie w 1812 r. Oxley został mianowany komisarzem generalnym Nowej Południowej Walii.

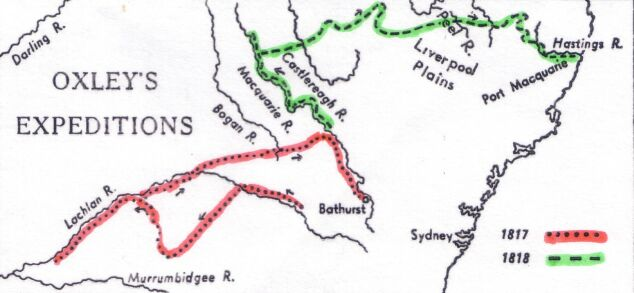
Trasy podróży Oxleya z l. 1817 i 1818

W 1817 r. wraz z Gerogem Evansem i botanikiem Allanem Cunninghamem wyruszył w głąb Nowej Południowej Walii, gdzie badał rzeki nazwane przezeń Lachlan i Macquarie. W czerwcu 1818 r. dotarł w rejon dzisiejszego miasta Dubbo. Swoje notatki z tych podróży opublikował pod tytułem Journals of Two Expeditions into the Interior of New South Wales, undertaken by order of the British government in the years 1817-18.
W 1819 r. dotarł do zatoki Jervis, którą uznał za nieodpowiednią do kolonizacji. W 1823 r. na pokładzie kutra „Mermaid” popłynął wzdłuż wschodniego wybrzeża Australii na północ, badając okolice Port Curtis i zatokę Moreton. W następnym roku, ponownie w towarzystwie A. Cunninghama, eksplorował dolny bieg rzeki Brisbane i jej dopływ Bremer. Z jego rekomendacji ówczesny gubernator Nowej Południowej Walii, Thomas Brisbane, zdecydował utworzyć w tej okolicy pierwszą kolonię karną, która stała się zaczątkiem dzisiejszego miasta Brisbane.